# Rychliki (gmina)
Rychliki – gmina wiejska w województwie warmińsko-mazurskim, w powiecie elbląskim. W latach 1975–1998 gmina położona była w województwie elbląskim.
W skład gminy wchodzi 12 sołectw: Jelonki, Kwietniewo, Lepno-Buczyniec, Marwica, Mokajny, Powodowo, Protowo, Rejsyty, Rychliki, Śliwica, Święty Gaj, Wysoka.
Siedziba gminy to Rychliki.
Według danych z 30 czerwca 2004 gminę zamieszkiwało 4101 osób. Natomiast według danych z 31 grudnia 2019 roku gminę zamieszkiwało 3753 osób.

## Struktura powierzchni
Według danych z roku 2002 gmina Rychliki ma obszar 131,66 km², w tym:
- użytki rolne: 74%
- użytki leśne: 17%

Gmina stanowi 9,2% powierzchni powiatu.

## Demografia

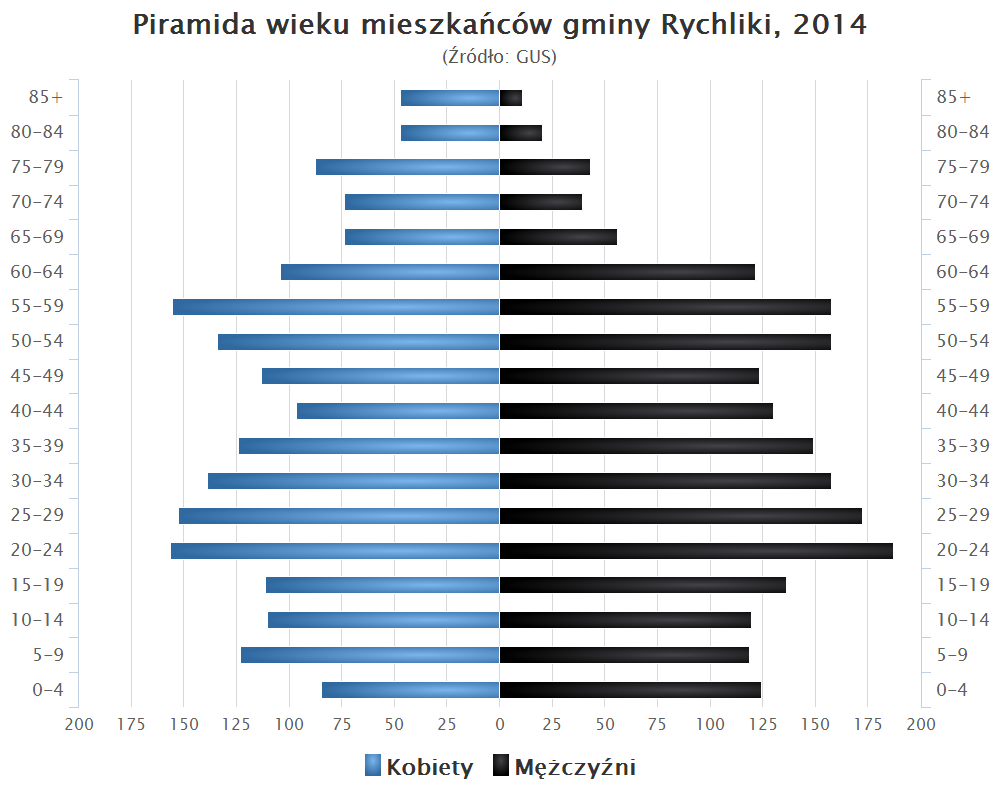
Piramida wieku mieszkańców gminy Rychliki w 2014 roku

Dane z 30 czerwca 2004:
| Opis                              | Ogółem | Ogółem | Kobiety | Kobiety | Mężczyźni | Mężczyźni |
| --------------------------------- | ------ | ------ | ------- | ------- | --------- | --------- |
| jednostka                         | osób   | %      | osób    | %       | osób      | %         |
| populacja                         | 4101   | 100    | 2041    | 49,8    | 2060      | 50,2      |
| gęstość zaludnienia (mieszk./km²) | 31,1   | 31,1   | 15,5    | 15,5    | 15,6      | 15,6      |

## Miejscowości niesołeckie
Barzyna, Buczyniec, Budki, Dymnik, Dziśnity, Gołutowo, Grądowy Młyn, Jankowo, Kiersity, Krupin, Liszki, Marwica Wielka, Sójki, Świdy, Topolno Wielkie, Wopity

## Sąsiednie gminy
Dzierzgoń, Elbląg, Małdyty, Markusy, Pasłęk, Stary Dzierzgoń